# Oliver Korch
Oliver Korch (født 18. juni 1994) er en dansk fodboldspiller, der spiller for Brønshøj Boldklub.

## Karriere

### FC Midtjylland
Korch har spillet på FC Midtjyllands akademi i en lang periode. Måmanden var i sæsonen 2011/2012 en vigtig spiller på det midtjyske U19-hold, der vandt sølvmedaljer.
Korch har været til prøvetræning hos flere store europæiske klubber, bl.a. Inter, Manchester City og senest Stoke City.
I juni 2013 blev Korch en fast del af ulvenes førsteholdstrup. Dermed underskrev han også sin første professionelle kontrakt.

### Hobro IK
Den 16. august 2014 skiftede Korch til Hobro IK på en 1-årig lejeaftale.

### Hvidovre IF
Den 13. januar 2015 blev det offentliggjort, at Korch skiftede til Hvidovre Idrætsforening på en halvandetårig aftale.

### Brønshøj Boldklub
Han skrev i november 2018 under på en kontrakt med Brønshøj Boldklub gældende fra årsskiftet.

## Landsholdskarriere
Korch har repræsenteret adskillige af Danmarks ungdomslandshold, primært som fast mand. Oliver Korch er den eneste ungdomsmålmand der har deltaget ved VM.